# David Rodrigues
David Miguel Costa Rodrigues, conegut com a David Rodrigues, (Guarda, Districte de Guarda, 10 de juliol de 1991) és un ciclista portuguès, professional des del 2015 i actualment a l'equip Rádio Popular-Boavista.

## Palmarès
- 2012
  - Vencedor d'una etapa a la Volta a Portugal del Futur
- 2013
  - Vencedor d'una etapa a la Volta a la Corunya